# Ščurki, Turjak
Ščurki este o localitate din comuna Velike Lašče, Slovenia, cu o populație de 15 locuitori.